# Puppetz
Puppetz je slovenska glasbena skupina, ki je pričela z delovanjem v letu 2002.

## O skupini
Skupina Puppetz prihaja iz Krškega ter Novega mesta. Začetek njenega delovanja sega v leto 2002, kjer so skupaj združili moči kitarist Nejc Škafar, basist Jani Kovačec in bobnar Blaž Sotošek. Kmalu zatem so člani začeli iskati novega vokalista. Kmalu se je kot pevec skupini pridružil Bojan Pahljina. 

## Glasba
Ko je bila zasedba sestavljena so najprej začeli s preigravanjem priredb znanih tujih skupin. Kasneje je skupina začela pripravljati tudi avtorsko glasbo. Po nekaj koncertih so zmagali na natečaju za neuveljavljene bende v klubu Rdeča Ostriga, kjer so osvojili nagrado, turnejo po Sloveniji.
Skupini se je kmalu zatem pridružil kitarist Miha Močnik. Skupina danes izvaja glasbo, ki jo sami imenujejo »novi rock«. Njihovo glasbo namreč poleg 5 članov dopolnjujejo tudi »sempli« z različnimi godalnimi in drugimi instrumenti.

## Dosežki
Na natečaju »Newcomer 2006«, kjer nastopajo skupine iz vse Evrope je skupina med 100 prijavljenimi skupinami osvojila 2. mesto. Izbrani so bili tudi za najboljšo skupino večera, njihov bobnar Blaž pa je bil proglašen za najboljšega bobnarja natečaja.
Skupina se je nato udeležila še Coca - Colinega projekta Band Startup 2007, kar so izkoristili za promocijo njihovega prvega samostojnega albuma, ki so ga izdali leta 2008. Puppetz so v konkurenci 11 skupin osvojili prvo nagrado, ki je bila snemanje videospota. Nagrado so izkoristili za dodatno promocijo ob izidu plošče. Na njej je 12 skladb, med njimi tudi pesem, ki je nastala v sodelovanju s Tomijem Megličem, pevcem skupine Siddharte.

## Člani skupine
- Bojan Pahljina - vokal
- Nejc Skafar - kitara, back vokal
- Jani Kovacec - bas kitara
- Miha Mocnik - kitara, back vokal
- Jaka Darovec - bobni, back vokal

## Diskografija
- Forte balade (2008)
- Top of the World (2015)